# دره‌قشلاق علیا
دره‌قشلاق علیا یکی از روستاهای استان آذربایجان شرقی است که در دهستان ورگهان بخش مرکزی شهرستان اهر واقع شده‌است.